# Alexander von Salviati
Pour les articles homonymes, voir Salviati.
Alexander August Karl Wilhelm Heinrich Julius von Salviati (né le 9 février 1827 à Berlin et mort le 22 février 1881 à Ulm) est un lieutenant général prussien.

## Biographie

### Origine
Alexander von Salviati est un membre de la famille italienne Salviati (de), qui a immigré en Prusse en 1740 et a été anobli en 1830. Ses parents sont le diplomate prussien et prince tuteur Peter Heinrich August von Salviati (de) (1786-1856) et Karoline Rahlenbeck (1802-1871).

### Carrière militaire
À partir de novembre 1840, Salvati est cadet à Berlin et pendant ce temps, il est également le page personnel de la future impératrice Augusta. Le 10 août 1843, il est nommé sous-lieutenant au 1er régiment de cuirassiers de l'armée prussienne à Breslau. Il gravit ensuite les échelons individuels, est plusieurs fois délégué au Grand État-Major et enfin en 1869 devient colonel chef de l'État-Major du 6e corps d'armée à Breslau. Il participe à la guerre franco-prussienne.
Au cours de son service militaire, Salvati reçoit plusieurs hautes distinctions dont notamment la croix de chevalier de l'ordre des Guelfes, la croix de commandeur de 2e classe de l'ordre d'Henri le Lion, de l'ordre du Faucon blanc et de l'ordre de la Maison ernestine Il reçoit également l'ordre prussien de la Couronne de 3e classe avec épées, la Médaille du Mérite militaire (de) du Wurtemberg et la Médaille du Mérite militaire (de) de Lippe.
Le 23 décembre 1878, il est chargé de commander la 27e division d'infanterie. Après avoir été promu lieutenant-général le 11 juin 1879, Salviati est nommé commandant de la division le 18 juin 1879.

### Famille
Salviati se marie le 4 avril 1852 avec Natalie von Arnim de la branche de Milmersdorf (1828-1908), fille de l'administrateur de l'arrondissement de Templin Hermann von Arnim. Un fils et une fille sont nés du mariage :
- Anna Auguste Karoline Mathilde Katharina (1855-1939), mariée en 1878 avec Ferdinand baron Hiller von Gaertringen (1840-1887), seigneur de Gärtringen, major et adjudant du Wurtemberg[2]
- Alexander Hermann Heinrich August (né en 1865), sous-lieutenant au 7e régiment de hussards, marié en 1888 avec Helene (Ella) Crasemann (née en 1868), fille de Rudolph Crasemann (de) ; parents de Hans-Viktor von Salviati (de) (1897-1945) et de Dorothea von Salviati (1907-1972) qui devient l'épouse morganatique du prince Guillaume de Prusse (1906-1940) en 1933.